# Bảo tàng Khu vực ở Międzychód
Bảo tàng Khu vực ở Międzychód (tiếng Ba Lan: Muzeum Regionalne w Międzychodzie) là một bảo tàng tọa lạc tại số 100 Phố 17 tháng Giêng, Międzychód, Ba Lan.

## Lược sử hình thành
Bảo tàng Khu vực ở Międzychód mở cửa đón công chúng vào ngày 8 tháng 11 năm 1976 nhờ khởi xướng của Antoni Taczanowski (giám đốc lâu năm của Thư viện ở Międzychód), Wojciech Łysiak (sau này là người đứng đầu Viện Dân tộc học trực thuộc Đại học Adam Mickiewicz ở Poznań) và Ryszard Skłodowski (sau này trở thành giám đốc đầu tiên của Bảo tàng). Trong giai đoạn 1974-1976, một bộ sưu tập lớn các kỷ vật của khu vực đã được thu thập và lưu giữ trong tòa nhà của Khu liên hợp Trường dạy nghề.

## Triển lãm
Bộ sưu tập của Bảo tàng Khu vực ở Międzychód hiện đang bao gồm các triển lãm được trưng bày trong năm phòng:
- phòng đầu tiên trưng bày đồ nội thất và đồ gia dụng cũ
- ba phòng khác trưng bày hàng thủ công (dệt, rèn), nông nghiệp và đánh cá
- phòng cuối cùng trưng bày các hiện vật liên quan đến Cuộc nổi dậy Đại Ba Lan và sự tham gia của người dân vùng Międzychód

## Giờ mở cửa
Bảo tàng Khu vực ở Międzychód hoạt động quanh năm, mở cửa tất cả các ngày trong tuần trừ thứ Hai. Khách tham quan phải trả phí vào cửa.